# Heterogyrina
Heterogyrina là một phân tông bọ cánh cứng trong họ Gyrinidae. Phân tông này được Brinck miêu tả khoa học năm 1956.

## Chi
Phân tông này gồm các chi:
- Heterogyrus Legros, 1953
  - Heterogyrus milloti Legros, 1953